# Haiducii
Paula Mitrache (Bucarest, 14 de junio de 1971), conocida artísticamente como Haiducii, es una cantante italiana nacida y criada en Rumanía.
Una de sus canciones más conocidas es Dragostea din tei — una producción italiana que en 2004, ni siquiera solicitando alguna autorización, tuvo la osadía de lanzar una cover en versión Eurodance de una canción del modesto grupo de pop moldavo O-Zone—. En Italia, en Austria, Suiza y Suecia, la versión de Haiducii ocupó el primer lugar en la lista de sencillos.

## Discografía

### Sencillos
- Dragostea din tei (2004)
- Mne S Toboy Horosho (Nara Nara Na Na) (2004)
- I Need A Boyfriend (2005)
- More 'N' More (I Love You) (2005)
- Boom Boom (2007)
- Doobie Doobie (2009)
- Mne Uzhe (2009)

### Álbum
- Paula Mitrache in Haiducii (2008)